# Carsten Jørgensen (forfatter)
 Der er flere personer med dette navn, se Carsten Jørgensen (flertydig).
Carsten Jørgensen er cand.phil. i historie og har skrevet bogen ”Fra Bjelkes Allé til Barcelona – danske frivillige i Spanien 1936-39” (Nyt Nordisk, Arnold Busck, 1986). Derudover har han skrevet adskillige artikler om Danmarks historie i det 20. århundrede til Fogtdals Illustreret Tidende. Siden 1999 har han været ansat på forskningscentret FAOS, hvor han står for artikelbidrag til European Industrial Relations Observatory (EIRO), som er en elektronisk nyhedsdatabase under The European Foundation for the Improvement of Living and Working Conditions, nedsat af Europa- Kommissionen.